# Alexandre Egorovitch Timachev
Général Alexandre Egorovitch Timachev (en russe : Александр Егорович Тимашев), né le 15 avril 1818, décédé le 1er février 1893. Il était un homme politique et un militaire russe, il fut ministre de l'Intérieur de 1868 à 1880, il succéda à Piotr Valouïev. À ce poste, le général servit sous le règne Alexandre II de Russie et de son fils Alexandre III de Russie.

## Biographie
Alexandre Egorovitch Timachev un protégé de Piotr Chouvalov fut nommé ministre de l'Intérieur en 1880. Alexandre II de Russie le chargea de préparer une réforme visant à supprimer les "arbitres de paix" au détriment d'autres instances. D'une personnalité timorée et manquant d'expérience il n'obtint pas la confiance du tsar. Le général fut un adepte de la médecine homéopathique, médecine peu répandue en Russie à cette époque.
Le 27 novembre 1880, Lev Makov lui succéda au poste de ministre de l'Intérieur.

## Sources
- Alexandre II de Russie de Henri Troyat